# Skenfrukt

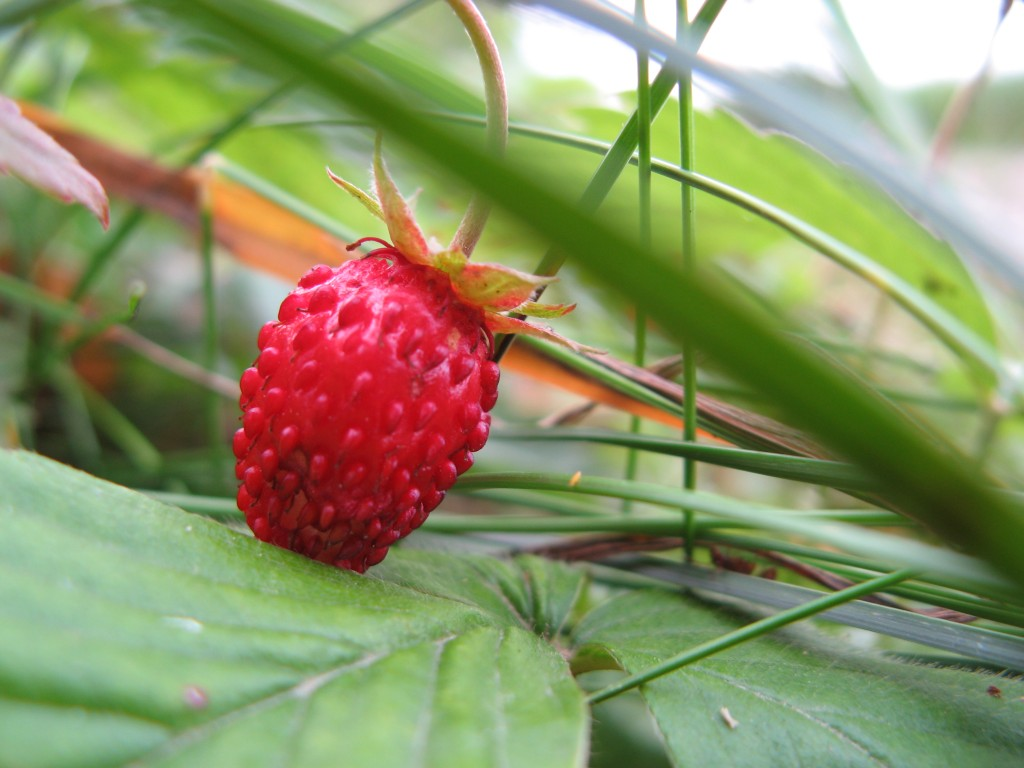
Skenfrukten hos smultron (Fragaria vesca)

En skenfrukt eller falsk frukt, har skapats både från en blommas fruktämne och någon annan del av blomman. Några exempel på skenfrukter är
- Ananas[1]
- Jordgubbe[1]
- Nypon[1]
- Smultron
- Päron
- Äpple

Äpple och päron räknas till äppelfrukter. Jordgubbe och smultron räknas även till fruktförband (sammansatta frukter) med fröer, och ananas och nypon räknas till sammansatta frukter inom fruktförband.